# هنريك دامبك
هنريك دامبك (بالبولندية: Henryk Dampc)‏ (12 أبريل 1935 – 24 مارس 2000) هو ملاكم بولندي راحل، مثّل بلاده في الألعاب الأولمبية الصيفية 1960.

## روابط خارجية
هنريك دامبك على موقع اللجنة الأولمبية الدولية (الإنجليزية)
- هنريك دامبك على موقع أوليمبيديا (الإنجليزية)
- هنريك دامبك على موقع اللجنة الأولمبية البولندية (مؤرشف) (البولندية)